# Stockholms Badhusaktiebolag

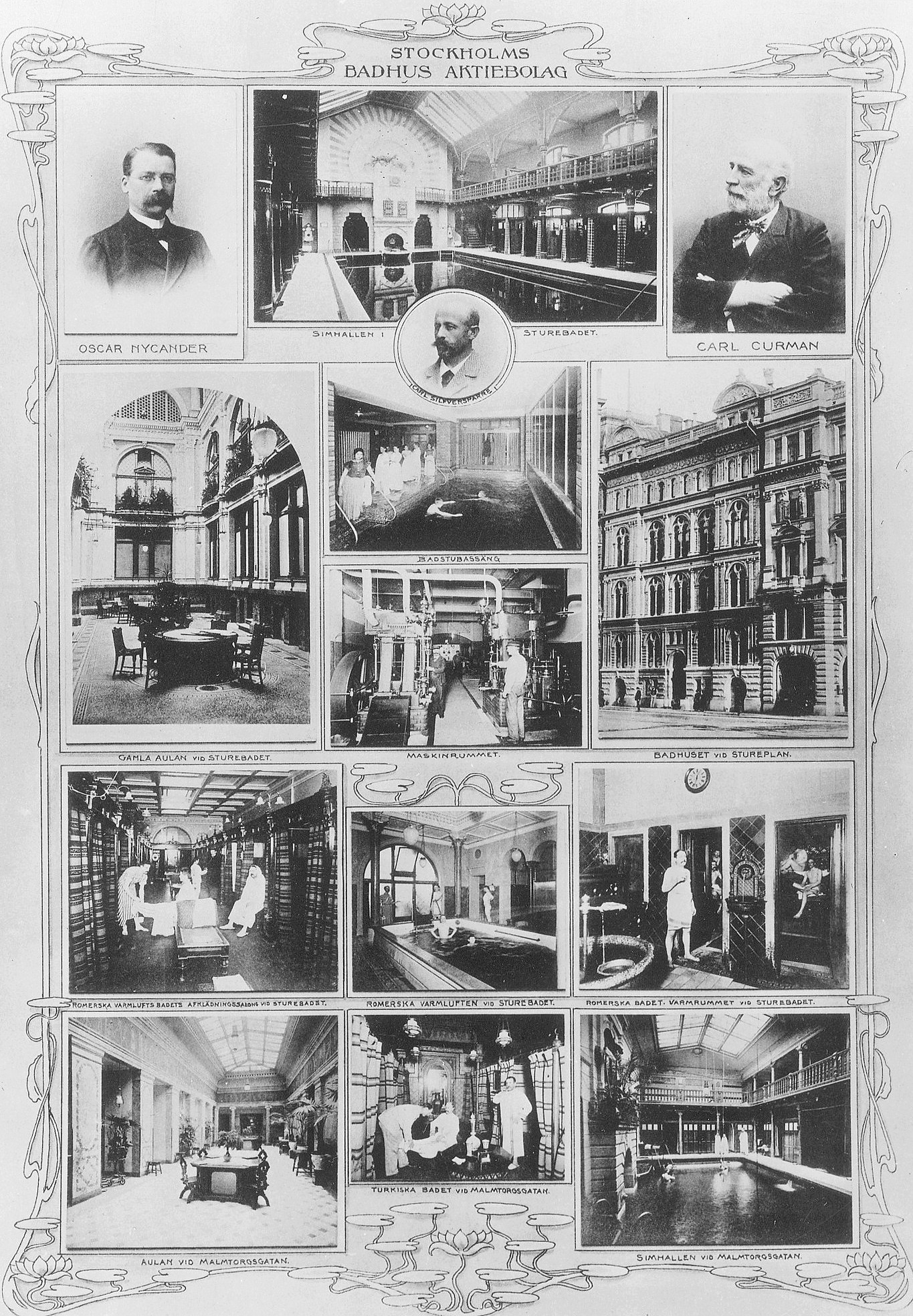
Stockholms Badhus Aktiebolaget.

Stockholms Badhusaktiebolag var ett företag inom bad och hälsovård i Stockholm som existerade mellan 1867 och 1986.

## Historik
Bolaget grundades 1867 av badläkaren professor Carl Curman tillsammans med ortopeden Gustav Zander, arkitekten och byggmästaren Hjalmar Lindahl och byggmästaren Johan Ahlström. Redan 1863 hade Curman öppnad en större badhusanläggning i Lysekil, och fick därefter idén att inrätta en liknande anläggning i Stockholm som skulle främja invånarnas hälsa.
Curmans försökte övertyga några välsituerade Stockholmare att ställa upp med de nödvändiga finansiella medlen. Till en början mötte han stort motstånd dock lyckades han så småningom att hitta några framstående samhällsmedlemmar, bland dem industrimannen Anton Wilhelm Frestadius, och instrumentmakaren Albert Stille, att tillskjuta medel till projektet. Den första anläggningen inrättades i Frimurarebarnhusets stora egendom vid Malmtorgsgatan på Norrmalm. Curman blev verkställande direktör, Lindahl kamrer, Stille och Frestadius satt i styrelsen. Zander stod för den ortopediska avdelningen som han utrustade med sina träningsmaskiner.
Bolagets ändamål var att i Stockholm ”idka badrörelse samt äga fastigheter och drifva i samband därmed stående verksamhet”. Curman var bolagets verkställande direktör mellan 1867 och 1902 och satt i dess styrelse fram till 1906. Efter Curman blev ingenjören Oscar Nycander VD till 1917 och sedan innehade advokaten John Tjerneld den befattningen. Carl Curmans son, Sigurd Curman, var bolagets styrelseordföranden mellan 1927 och fram till sin död 1966. Stockholms Badhus existerade fram till branden på Sturebadet 1985 då försäkringsbolaget Skandia förvärvade bolaget och drev verksamheten i ett helägt dotterbolag.
Bolagets badanläggningar utgjordes av: 
- Stora badhuset, Malmtorgsgatan 3, som existerade mellan 1868 och 1917.
- Sturebadet, Sturegatan 4, uppfört 1885 och tillbyggt med simhall 1903.